# Distrito de Tigre
El Distrito de Tigre es uno de los 5 distritos de la Provincia de Loreto ubicada en el Departamento de Loreto, perteneciente a la Región Loreto, Perú. 
En su territorio está ubicado parte del Lote 192  considerado el yacimiento más grande de la región Loreto.
Desde el punto de vista jerárquico de la Iglesia católica forma parte del Vicariato Apostólico de Iquitos.

## Historia
El distrito de Tigre fue creado por Ley N.º 9815 del 2 de julio de 1943, su capital legal es Intuto.
El distrito cuenta con 51 comunidades en toda su jurisdicción.

## Geografía humana
En este distrito de la Amazonia peruana habitan las siguientes etnias:
- Grupo Achuar
- Grupo Kokama
- Grupo Kichwa del Pastaza y Kichwa del Tigre, autodenominado Alama / Inka.

## Centros poblados
Según el censo INEI 2017, el Distrito del Tigre tiene los siguientes centros poblados.
- Intutu
- Marsella
- Andres avelino caceres
- Nuevo canaan (llamas tipishca)
- San juan de bartra
- Vista alegre
- Teniente ruiz
- Paiche playa
- Pampa hermosa
- 28 de julio
- Alfonso ugar
- Santa clara de yarinal
- Providencia
- Nueva Jerusalén
- Santa elena
- San juan de pabayacu
- 25 de diciembre
- Triunfo
- Belen
- San andres
- Sargento lores
- Nuevo berlin
- Libertad
- Tarma
- Manchuria
- Horeb
- 7 de marzo
- Belgica
- Nuevo firmeza
- Huacachina
- San jorge
- Nuevo paraíso
- Santa cruz
- Cristo rey
- Bellavista
- Piura
- Monteverde
- Nuevo remanente
- Santa fe
- Las malvinas
- Nuevo retiro
- Santa rosa
- Bolognesi
- El salvador
- Tiwinza
- Elam
- Nuevo florida